# Animali pazzi
Pour plus de détails, voir Fiche technique et Distribution.
Animali pazzi est un film italien réalisé par Carlo Ludovico Bragaglia, sorti en 1939.

## Synopsis
Totò, homme seul au monde et sans le sou, tente de se suicider plusieurs fois jusqu'à ce qu'il rencontre son sosie, le baron Tolomeo de' Tolomei, auquel un oncle, décédé il y a peu de temps, a laissé un gros héritage aux fins d'épouser sa cousine Ninetta ; mais dans le testament il est également écrit que s'ils ne se marient pas, l'héritage ira à une clinique pour animaux fous. Tolomeo, pour se libérer de Maria Luisa, son amante ultra-jalouse, oblige son sosie à aller à la maison de la cousine pendant deux jours, de telle manière que le baron arrive la matinée du mariage. Mais Maria Luisa découvre l'escroquerie et oblige le baron à rester avec lui et l'empêche d'épouser sa cousine, laquelle se mariera avec Totò, l'ayant aimé dès le premier moment.

## Fiche technique
- Titre : Animali pazzi
- Réalisation : Carlo Ludovico Bragaglia
- Scénario : Carlo Ludovico Bragaglia, Achille Campanile, Gaetano Campanile-Mancini, Ettore Maria Margadonna et Ivo Perilli
- Pays d'origine : Royaume d'Italie
- Format : Noir et blanc - 1,37:1 - Mono
- Genre : Comédie
- Date de sortie : 
  - Royaume d'Italie : avril 1939

## Distribution
- Totò : Totò
- Luisa Ferida : Maria Luisa
- Calisto Bertramo : Fabrizio
- Lilia Dale : Ninetta
- Dina Perbellini
- Claudio Ermelli
- Cesare Polacco
- Pina Gallini